# Burgstall Dornberg (Erharting)
Der Burgstall Dornberg ist eine abgegangene Höhenburg auf dem 450 m ü. NN hohen „Dornberg“ in der ehemaligen Waldung Hampersberg etwa 900 Meter nordöstlich der Gemeinde Erharting im Landkreis Mühldorf am Inn in Bayern. Die Anlage wird als Bodendenkmal unter der Aktennummer D-1-7741-0036 im Bayernatlas als „Burgstall des Mittelalters und der frühen Neuzeit ("Dornberg") sowie Höhensiedlung vor- und frühgeschichtlicher Zeitstellung, u. a. der Hallstattzeit“ geführt. 

## Geschichte
Im 12. Jahrhundert erbaute der Edelfreie Dietmar von Dornberg auf einem Bergkegel des „Dornbergs“ eine Burg zum Schutz des Handelswegs nach Landshut, der über die Innbrücken zu Mühldorf und Neuötting in den Süden führte. Das betraf auch die Untere Salzstraße von Reichenhall nach Landshut sowie den Nürnberger Venedighandel. 
1223 verkaufte Graf Eberhard von Dornberg, der letzte seines Geschlechts, die Burg mit Besitzungen und Dienstmannen an den Erzbischof von Salzburg. Nachdem sie im 14. Jahrhundert aufgrund der Machtrivalitäten zwischen den niederbayerischen Herzögen und den Salzburger Erzbischöfen stark umkämpft war, musste sie der Salzburger Erzbischof 1333 schleifen lassen. Bayerische Truppen besetzten kurz danach die Burg und sie wurde im Auftrag des Herzogs neu errichtet.
Nur 19 Jahre später verlangte Salzburgs Erzbischof Ortolf von Weißeneck die Schleifung vom bayerischen Herzog. Aber schon 1357, nur fünf Jahre später, erbaute Ekkehard von Tann die Burg Dornberg neu.

Wappen der Dornberg

1723 wurde die Burg ein „gemauertes, zweigädiges Schlößl“ genannt und gehörte um 1400 den Trenbecken, ab 1564 den Dachsbergern, ab 1697 den Tauffkirchen zu Guttenburg bis zum Abbruch um 1810.
Viele unabhängige Erzählungen weisen auf einen Kampf auf den Erhartinger Wiesen hin und somit auch eine Beteiligung der Burg bei der Schlacht bei Mühldorf, oft auch Schlacht bei Ampfing genannt, wo am 28. September 1322 der Wittelsbacher Ludwig IV. der Bayer den Habsburger Friedrich den Schönen besiegte. Nach dem Ende der Schlacht wurde Friedrich zunächst auf die Burg Dornberg, später auf die Burg Trausnitz gebracht.